# Paul Luijten
Paulus Johannes Henricus Maria (Paul) Luijten (Goirle, 28 april 1954) is een voormalig VVD-politicus en bedrijfsbestuurder. Sinds 2000 is hij directeur Corporate Affairs bij de Schiphol Group en lid van enkele besturen en raden van commissarissen zoals bestuurslid van het Koninklijk Concertgebouw Orkest (sinds 2000).
Na het afronden van de HBS in Tilburg in 1972 ging Luijten economie studeren aldaar, maar na een jaar stapte hij over naar politicologie aan de Universiteit van Amsterdam. Hier haalde hij in 1976 zijn kandidaats, en in 1976 haalde hij zijn doctoraal aan de Universiteit Leiden, waar hij aansluitend was gaan studeren.
In 1971 werd Luijten lid van de VVD, en ging in 1974 als fractiemedewerker aan de slag in Amsterdam. In 1977 was hij nog kort medewerker voor het Tweede Kamerlid Huub Jacobse. In 1978 werd hij gekozen in de gemeenteraad van Amsterdam, waar hij tot 1990 actief zou blijven (vanaf 1986 als lijsttrekker en fractievoorzitter) en werd hij wetenschappelijk medewerker bij de Teldersstichting, het wetenschappelijk bureau van de VVD, tot 1981. In 1982 ging Luijten aan de slag in het bedrijfsleven. Eerst als consultant (bij een communicatiebureau waar hij in 1994 voorzitter zou worden), in 1994 als COO in Brussel bij een internationaal communicatiebedrijf.
In 1995 gaat Luijten weer een actieve functie vervullen in de politiek, dit keer als lid van de Eerste Kamer der Staten-Generaal, tot 2007, waarvan enkele jaren als fractiesecretaris. Van 2000 tot 2007 was hij voorzitter van de vaste commissie voor Economische Zaken en plaatsvervangend voorzitter van de vaste commissie voor Binnenlandse Zaken en Hoge Colleges van Staat. Van 2000 tot 2017 was Luijten directeur Corporate Affairs bij Schiphol. In 2007 werd hij benoemd tot ridder in de Orde van Oranje-Nassau. Momenteel (sinds 2013 )is hij als associate director verbonden aan Hill+Knowlton Strategies en vervult diverse toezichthoudende functies.

## Bron
- De informatie op deze pagina, of een eerdere versie daarvan, is geheel of gedeeltelijk afkomstig van www.parlement.com.  Overname was tot 1 februari 2016 toegestaan met bronvermelding.

- Parlement.com: vg09llq449zo